# Арнолд Гелен
Арнолд Гелен (Лајпциг, 29. јануар 1904 — Хамбург, 30. јануар 1976) је био утицајни немачки филозоф и социолог.
Био је и антрополог, социолог, психолог и теоретичар уметности. Мало је студирао и биологију и физику.
Од 1. маја 1933. године постао је члан Национално-социјалистичке немачке радничке партије чиј је вођа био Адолф Хитлер. Радио је на пројекту филозофија национал социјализма, а 1942. године је изабран за председника Немачког Друштва Филозофа. Већ следеће 1943. године је моблисан као СС официр.
Од 1962. до 1969. године је предавао на Ахенском технолошком универзитету. Умро је 30. јануара 1976. године.